# Jiwan Pur
Jiwan Pur es una ciudad censal situada en el distrito de Delhi noreste,  en el territorio de la capital nacional,  Delhi (India). Su población es de 43054 habitantes (2011). 

## Demografía
Según el censo de 2011 la población de Jiwan Pur era de 43054 habitantes, de los cuales 23109 eran hombres y 19945 eran mujeres. Jiwan Pur tiene una tasa media de alfabetización del 77,53%, inferior a la media estatal del 85,03%: la alfabetización masculina es del 91,34%, y la alfabetización femenina del 77,73%.